# Bastonets
Se conoce por bastonets a un tipo de baile de bastones, a modo de danza guerrera, tradicional de la Comunidad Valenciana. Guarda similitud con el ball de bastons de Cataluña, así como con otras danzas de Aragón y de Castilla y León. Actualmente se interpreta principalmente en la localidad de Algemesí, donde ha perdurado hasta nuestros días, durante las Fiestas de Nuestra Señora de la Salud. También se conoce por bastonet a cada uno de los integrantes de la danza.

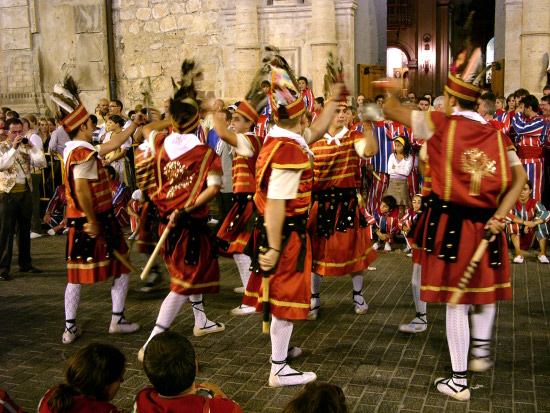
Grupo de bastonets durante las Fiestas de Nuestra Señora de la Salud de Algemesí

Los bastonets de Algemesí fueron declarados Patrimonio Cultural Inmaterial de la Humanidad por la UNESCO en el año 2011 junto con los demás elementos y danzas de dichas fiestas del municipio valenciano (como la Muixeranga).

## Descripción
La danza está formada por ocho bailadores armados con un bastón de madera y una plancha de hierro que golpean entre ellos para ejecutar las coreografías. Los bastonets tienen cuatro posiciones: punter de fora, punter costat de fora, punter de dins y punter costat de dins (en español se podrían llamar puntero de fuera, puntero junto a fuera, puntero de dentro y puntero junto a dentro). La primera posición mencionada es la más complicada de todas, ya que es la que más desplazamientos efectúa. Hay danzantes que saben bailar todas las posiciones, pero lo más común es que cada uno tenga una posición asignada y solo baile esa.
Hoy en día en las Fiestas de Algemesí bailan cuatro grupos de bastonets, dos de hombres (vestidos de rojo) y dos de mujeres (vestidas de azul), y cada uno tiene además reservas. Tradicionalmente, los miembros eran agricultores, concretamente podadores.

## Origen y evolución
Aunque en la actualidad los bastonets más conocidos e importantes son los de Algemesí, en realidad no podemos afirmar que la danza solo sea originaria de este lugar. Más bien, en tiempos atrás era muy común en otras muchas localidades de la geografía valenciana, como así está atestiguado que se hacían en Albalat de la Ribera, Poliñá de Júcar, Alcira, Benifayó, La Alcudia, Sueca, Gandía, Carcagente, Soneja, Meliana, Alginet, Catarroja, Titaguas, Liria, Cullera o Sollana, entre otras. La importancia de Algemesí radica en que es en este municipio donde se han conservado hasta la actualidad, mientras que, en el resto, acabaron desapareciendo durante el siglo XX.
Estas danzas, que simulan el combate de dos bandos armados con bastones y planchas, son una modalidad muy extendida por el mundo y están constatadas desde muy antaño. De hecho, ya se mencionan estos bailes en la Corona de Aragón en el siglo XII, aunque no es hasta el siglo XVII que las encontramos en un formato ritual estandarizado.
Aunque se piensa que los bastonets ya podrían haber estado presentes en las festividades de Algemesí en 1724, lo cierto es que no están documentados en la localidad hasta 1839, donde aparecen en los libros de cuentas de la Festividad con el nombre de «danza de los ocho». Posteriormente, también aparecen citados como «danza de los hombres», y a finales del siglo XIX como «danza de los palos» o «baile de los indios».
El conocimiento de la evolución de la danza a lo largo del siglo XIX es muy escaso, y solo se conserva el nombre de unos pocos maestros, como Domingo Sabater Ferrís (1880) o Salvador Esteve Carpi (1888). También se sabe que el repertorio musical ya era variado. Durante todo el primer tercio del siglo XX, el maestro de los bastonets fue Vicente Quiles Vendrell (1876-1966).
Tras la Guerra Civil, por motivos desconocidos, la forma del baile cambió por completo. Así como antes danzaban los campesinos adultos, a partir de ese momento comenzaron a hacerlo los niños de poco más de diez años (como también ocurrió en otros colectivos de las Fiestas). En 1939 los bastonets no salieron en la procesión, pero en 1940 Carmelo el Paresant, quien bailó antes del conflicto bélico, enseñó las danzas a un grupo de niños, que luego continuaron durante una década.
Desde entonces, se sucedieron distintos grupos de bailadores. Generalmente eran amigos que solían permanecer durante unos diez años, y normalmente se retiraban todos a la vez, aunque a veces uno se quedaba para enseñar el repertorio a los novatos. Durante esos años, el baile siguió evolucionando y la riqueza de su interpretación disminuyó por diversos motivos. Por una parte, por los dulzaineros, porque a veces tocaba gente que no conocía todas las piezas musicales de todas las danzas. Por otra parte, por los propios bastonets, porque cuando se retiraba un grupo, a veces enseñaban a los jóvenes novatos solo unos pocos bailes, los más fáciles, probablemente por falta de tiempo y de motivación.
Hoy en día, la figura del maestro como supervisor que no baila no existe como tal. En el año 2017, debido a la gran demanda de participantes, se creó un nuevo grupo de mujeres, por lo que, actualmente, las procesiones de Algemesí cuentan con dos grupos de hombres y dos de mujeres.

## Indumentaria
La vestimenta actual de los bastonets de Algemesí consiste en una especie de medias o calcetas blancas, alpargatas valencianas con suela de cáñamo, cuerpo y faldellín de terciopelo (rojo para los hombres y azul para las mujeres) con tiras doradas de pasamanería. Llevan atado al cuello un pañuelo con una imagen bordada de Nuestra Señora de la Salud en la morera. También llevan una especie de sombrero con tiras doradas de pasamanería, rematado con plumas largas de pavo real y de colores. En la espalda llevan bordados algunos de los símbolos de Nuestra Señora de la Salud, como lo son el pozo, la palmera, la estrella y el monograma de María, y la morera estaba reservada normalmente para el maestro. No obstante, la estandarización del vestuario se produjo seguramente en la segunda mitad del siglo XX, y anteriormente vistieron de otras maneras a lo largo de la historia.
Los bastones miden aproximadamente 60 centímetros de longitud. Lo típico es que estén hechos de madera de naranjo, después de secarse durante 2 o 3 años antes de tallarse, o de limonero, que son maderas claras pero a la vez duras. La plancha está hecha de hierro y es redonda, de unos 12 o 15 centímetros de diámetro, y es común que cada uno plasme su nombre en ella, o el año en el que comenzó a salir en las procesiones.

## Repertorio musical
Actualmente, los bastonets de Algemesí bailan un total de 22 piezas musicales, efectuadas por dulzaineros y tabaleteros. Es, con diferencia, la danza de las Fiestas de Nuestra Señora de la Salud con el repertorio musical más amplio. No obstante, algunas piezas han estado muchos años sin hacerse, ya sea por olvido de los músicos como de los propios bastonets, al menos hasta su recuperación en años recientes.
Es importante señalar que, en general, quien elige las canciones que se interpretan no son los danzantes, sino los dulzaineros. Por lo tanto, los músicos tienen que estar pendientes de cómo tocar las melodías, estar pendientes de cuáles se han tocado antes (para no repetirlas muy seguidas), y también tienen que saber cuándo tocar ciertas piezas, pues algunas calles de Algemesí son tan estrechas que exigen la interpretación de algunas piezas más lentas antes que otras más rápidas, todo dependiendo del lugar. En la actualidad, lo más común es que haya dos grupos de músicos y cada uno toca la música de dos grupos de bastonets (uno de hombres y otro de mujeres). El ritmo del tabal siempre es el mismo, aunque suele acentuar la nota fuerte de cada pulsación.
Respecto a la variedad de melodías, encontramos algunas piezas con orígenes curiosos e incluso lejanos. Podemos mencionar La Gallega, que se trata de una muñeira. Otro ejemplo es El Mambrú, que proviene de una canción popular francesa, Marlbrough s'en va-t-en guerre, del siglo XVIII en el contexto de la Guerra de Sucesión. Además, esta misma melodía encuentra en la obra La victoria de Wellington (1813) de Beethoven. Otro ejemplo es El Negret, presente además de en Els Negrets de l'Alcúdia, en una canción popular de Hispanoamérica, Pobre Negrita. Esta misma melodía, según el dulzainero Xavier Richart Peris, también está presente en un villancico de La Alpujarra de Granada, y en el Intermezzo de la Sinfonía española, como un tango, de Édouard Lalo (1875). Las piezas Dos Quinze y Defensa de Planxa contienen un fragmento de la Marcha de Algemesí.
Muchas de las demás obras de los bastonets de Algemesí son canciones populares en toda la comarca y la provincia, como las dos últimas mencionadas, que son similares a la danza de Els Porrots de Silla; La Corredora, de Guadassuar; o La Fuga (la melodía más reciente del repertorio), presente en Carcagente, Callosa de Ensarriá, Chulilla, Torrente, Mogente o Titaguas (una de las melodías de la mojiganga de esta localidad). Esta última también está presente en otras autonomías como Galicia, Asturias, Castilla-La Mancha o Cataluña, entre otras.
En total, las 22 piezas que bailan los bastonets en Algemesí durante las Fiestas de Nuestra Señora de la Salud son: L'U, La Queta, El Paco, la Figuera, Tres Colpets, Sis Colpets, Defensa de Planxa, Defensa de Planxa 2, L'Ampla, La de Planxa, La Gallega, La Corredora (la más rápida de todas), Set i Dèneu, El Mambrú, La Caceria, Dos Quinze, Dos Quinze 2 (la única diferencia de estas dos es la tonalidad), El Bolero, El Negret, La Gavatxa, La Fuga (de velocidad progresiva) y L'Altar. De esta última podemos destacar que comienza como L'U, pero a mitad de la canción comienza a sonar la melodía de La Muixeranga. Esta pieza se interpreta únicamente delante de imágenes o plafones cerámicos de Nuestra Señora de la Salud durante el recorrido de las procesiones, y los danzantes forman una especie de triángulo y se agachan delante de la imagen mariana durante unos segundos a modo de reverencia y respeto, para justo luego acabar la pieza de nuevo danzando con L'U.
Podemos hacer una mención honorífica a una pieza número 23, La Marxeta, recogida hace más de un siglo, que con el tiempo cayó en desuso hasta que se dejó de bailar.